# Ed Stafford
Edward James Stafford còn được biết đến với cái tên Ed Stafford (sinh ngày 26 tháng 12 năm 1975) là một nhà thám hiểm và cựu đội trưởng quân đội Anh. Anh nắm giữ kỷ lục thế giới là người đầu tiên đi bộ theo chiều dài của sông Amazon.
Ed Stafford sinh ra ở Peterborough, Cambridgeshire, Vương Quốc Anh và lớn lên ở Leicestershire, Vương Quốc Anh. Ed là một Ấu sinh Hướng đạo và là một hướng đạo sinh ở Leicestershire khi còn bé, anh tự coi đây là một thành phần quan trọng trong giáo dục của bản thân đã dẫn anh đến một cuộc sống như một nhà lãnh đạo đoàn thám hiểm.

## Người đầu tiên đi bộ dọc sông Amazon
Ngày 9 tháng 8 năm 2010, anh trở thành người đầu tiên đi bộ toàn bộ chiều dài của sông Amazon, được ghi lại trong bộ phim truyền hình Walking The Amazon (Đi bộ dọc sông Amazon) trên Channel 5. Vào ngày 2 tháng 4 năm 2008, anh bắt đầu cuộc hành trình với người bạn đồng hương Luke Collyer. Stafford và Luke tìm đến thượng nguồn sông Amazon ở dãy Andes thuộc Peru để khởi hành từ đây. Nhưng chưa đầy 3 tháng sau, do giữa Collyer và Stafford đã có một cuộc cãi cọ vì một chiếc Ipod nên Collyer quyết định trở về Anh. Sau đó Stafford đăng quảng cáo tìm bạn đồng hành mới, 2 tháng sau nhận được lời đề nghị trợ giúp từ Gadiel "Cho" Sanchez Rivera, một nhân viên lâm nghiệp người Peru, cùng nhau, họ tiếp tục hành trình dang dở. Dọc đường đi, các nhà tài trợ của Stafford đã bất ngờ rút chạy do suy thoái kinh tế. Tiếp đó, hệ thống dẫn đường GPS của họ bị hỏng còn bảo hiểm y tế của Stafford thì hết hạn. Chuyến đi của Stafford nhanh chóng trở thành cuộc vật lộn để sinh tồn.
Stafford và Rivera đã đối mặt với gần như mọi mối nguy hiểm mà người ta có thể hình dung về Amazon, từ những con cá sấu dài gần 5m cho tới những con rắn khổng lồ, bệnh tật, cái đói vì thiếu ăn và nguy cơ chết chìm trong các đầm lầy dọc theo sông Amazon, có lần cả hai còn bị thổ dân Peru bắt giữ vì nghi ngờ họ giết người lấy nội tạng trước khi được minh oan và trả tự do. Những khó khăn của cả hai khi đi bộ xuyên qua khu rừng già là điều không thể bàn cãi và ai đó có một chút kiến thức địa lý về Amazon đều có thể tưởng những cảnh phải đối mặt những động vật kinh khủng như lươn điện, trăn khổng lồ, bò cạp,... của Stafford. Thậm chí, Stafford đã từng bị chém một nhát bằng lưỡi neo của thổ dân, bị bệnh ngoài da và phải cắt bỏ một con ruồi đã kí sinh vào sọ mình. Trong lúc đi dọc sông Amazon, Stafford đã thấy cả loài cá Piranha ăn thịt người. Tuy nhiên, những con cá đáng sợ này cùng rau dại, gạo và đậu mang theo đã giúp Stafford sống sót. Anh cũng mua đồ dùng của các cộng đồng địa phương sống dọc theo sông Amazon để săn thú rừng. Cuộc hành trình của Stafford đã dài 859 ngày và anh đã đi qua chặng đường dài tổng cộng hơn 9.600km bao gồm cả chiều dài sông Amazon và các đoạn đường đi vòng hoặc leo qua núi đồi. Vài giờ trước khi tới biển, Stafford đã ngã gục bên về đường vì quá mệt. Tuy nhiên sau đó, anh tỉnh dậy và lần tới bãi biển Maruda. "Thật không thể tin được, tôi đã tới đây" - Stafford nói với phóng viên của hãng tin AB trước khi lao về phía biển. Tháng 4 năm 2010, Stafford cùng bạn đồng hành Rivera đã hoàn thành chuyến đi tại bãi biển Maruda (Brazil).
Hoàn thành đi bộ dọc sông Amazon, chuyến hành trình của Stafford đã được Sir Ranulph Fiennes, một trong những nhà thám hiểm vĩ đại nhất thế giới mô tả là "thực sự phi thường trong các cuộc thám hiểm của quá khứ lẫn hiện tại". Stafford đã được công bố là một trong những nhà thám hiểm địa lý quốc gia của năm 2010 và ngay sau đó vào tháng 3 năm 2011 anh đã được trao giải Nhà thám hiểm Châu Âu của năm trong một buổi lễ tại Stockholm, Thụy Điển.
Tháng 5 năm 2009, Stafford xuất hiện trên bìa tạp chí địa lý của Hội Địa lý Hoàng gia Anh Quốc.

## Kỷ lục Guinness
Trong năm 2011, Guinness World Records chính thức công nhận thành tích của Stafford và tên của anh xuất hiện trong Guinness Book of Records năm 2012.

## Sự nghiệp

### Naked Castaway (Trần trụi và Sợ hãi)
Được ủy quyền bởi Discovery Communications, tháng 8 năm 2012, Stafford quay bộ phim tài liệu về một thí nghiệm sống còn gồm 3 phần cùng Discovery Channel SX, nơi anh bị bỏ rơi trên hòn đảo nhiệt đới Fijian không người ở của Olorua, cách đảo quốc Fiji khoảng 300 km (18°36'19"S178°45'15"W) tại Thái Bình Dương trong 60 ngày mà không có thức ăn, thức uống, dụng cụ, dao, thậm chí là không quần áo. Tất cả những gì anh có là máy quay phim, một bộ dụng cụ y tế cơ bản và một điện thoại vệ tinh để liên lạc trong tình huống khẩn cấp. "Ed Stafford: Naked And Marooned" đã được phát sóng trên Discovery Channel tại Anh tháng 3 năm 2013 và "Naked Castaway" (phiên bản Mỹ) phát sóng tại Mỹ vào tháng 4 cùng năm. Cuốn sách "Stafford của 60 ngày trong sự cô lập" được phát hành tại Anh (Virgin Books) vào tháng 6 năm 2014 và ở Mỹ (Penguin Books) vào tháng 9 năm 2012. 

### Marooned With Ed Stafford (Bị Bỏ rơi cùng Ed Stafford)
Sau thành công ở Series phim Naked Castaway, Ed và Discovery Channel tiếp tục cho ra mắt Series "Marooned With Ed Stafford" bao gồm 8 phần. Trong đó, Ed bị bỏ rơi ở những địa điểm xa xôi và khắc nhiệt nhất hành tinh, anh phải tự mình tồn tại mà không có bất cứ sự trợ giúp nào từ bên ngoài. Mỗi một môi trường như là rừng nhiệt đới, bụi rậm châu Phi, sa mạc, núi cao hay bờ biển đều ẩn chứa những thử thách táo bạo và nguy hiểm đến tính mạng của Stafford, và nếu anh không thích ứng được với môi trường đầy khắc nghiệt thì chắc chắn anh đã không bao giờ có thể tiếp tục được nữa.

### Burma's Secret Jungle War With Joe Simpson (Cuộc chiến Bí mật trong rừng Miến Điện)
Khi 18 tuổi, Joe Simpson một lần vào phòng bếp của gia đình ở Đức và nhìn thấy cha, ông Ian, đang chép lại cuốn nhật ký thời chiến của ông tại bàn ăn. Đó là năm 1978 khi Joe phát hiện ra cha mình là một trong những anh hùng chiến tranh Thế giới thứ II bị lãng quên. Phát hiện ra điều đó, khiến Joe mong mỏi muốn lần theo dấu chân cha. Tuy nhiên, Myanmar khi đó dưới đang ở dưới quyền cai trị của quân đội nên ông đã tạm gác hi vọng. Cho đến tận lúc nghỉ hưu, ông vẫn chưa quên mong muốn tới Myanmar để thực hiện hành trình theo dấu chân cha.
Năm 2015, Joe Simpson và Ed Stafford đã hoàn thành mục tiêu đó. Cuộc hành trình này đã được kênh truyền hình BBC của Anh ghi hình trong một bộ phim tài liệu mang tên "Burma's Secret Jungle War With Joe Simpson" (Cuộc chiến Bí mật trong rừng Miến Điện) được phát sóng lần đầu tiên vào tháng 5 năm 2016. Trong đó, cuộc hành trình lần theo dấu chân cha đối với Joe có một điều may mắn là cha ông đã đánh dấu chính xác kinh độ và vĩ độ của 82 địa điểm mà ông và đồng đội đóng quân trên bản đồ. Joe và bạn đồng hành Ed Stafford chỉ mất 5 tuần thay vì 17 tuần cha ông khi đi dọc tuyến đường 500 km của lực lượng GTE qua các vùng, miền Myanmar.
Họ bắt đầu từ Innwyar, một ngôi làng nhỏ trên bờ sông Irrawaddy của Myanmar, sau đó hướng về phía Đông ở chân dãy Himalaya, tiến về phía Bắc và kết thúc gần thành phố Myitkyina, điểm dừng chân đầu tiên là đường băng Taunggyi - Nơi bắt đầu những chiến dịch trên không lớn nhất thời Chiến tranh Thế giới thứ II, chiến dịch này cực kỳ nguy hiểm khi hơn 20000 binh sĩ được huấn luyện đặc biệt, 3000 con la và hàng tấn hàng hóa được thả xuống giữa rừng lúc nửa đêm. Sau đó, Joe và Stafford đi bộ gần 15 km qua các trại thời chiến của ông Ian, vượt sông Shweli rộng hơn 500 mét. Trong đội hình 400 người của ông Ian hồi đó, nhiều người không biết bơi nên họ mất gần cả ngày mới qua được con sông này. Khi Joe tới được nơi đóng quân thứ 10, ông đã ở sâu trong rừng tới 20 km. Hành trình tiếp theo của họ là từ Bhamo tới thung lũng sông Taipang - Nơi lực lượng Chindits tiến về phía Bắc. Khi nhóm của ông Ian tìm cách qua sông Taipang, vào ngày 25 tháng 4 năm 1944, họ biết rằng bơi qua sông là điều không thể nên đã phải đi xa hơn, tới một cây cầu nhỏ bắt qua sông, qua sông, họ phải đi 2 km qua một ngọn đồi cao hơn 300m giữa mùa mưa. Khi tới đài tưởng niệm chiến tranh ở Yangon, là nơi khi xưa ông Ian được trực thăng đưa về Anh, ông Joe mà Stafford cho biết hai người có cảm giác lạ khi nhận ra những cái tên và ngày tháng chính xác như những gì ông Ian đã viết trong cuốn nhật ký. Joe chia sẻ: "Tôi rất tự hào về cha mình nhưng tôi đã thấy khó nói điều đó với ông, đó là điều tôi lúc nào cũng sẽ thấy hối tiếc".

### Ed Stafford: Left For Dead (Ed Stafford: Bỏ Mặc Cho Tới Chết)
Năm 2017, Ed Stafford cho ra mắt phim "Ed Stafford: Left For Dead" nơi người xem sẽ chứng kiến Stafford chiến đấu môi trường lạnh giá ở Thảo nguyên Mông Cổ với nhiệt độ có thể xuống tới -10 °C trong 10 ngày trước khi được giải cứu với chỉ với tất cả những gì trong chiếc Balo mà anh có là một bộ đàm, một điện thoại vệ tinh, các thiết bị quay phim và quần áo. Chỉ với trí thông minh và lí trí, anh ta phải dựa vào bản năng sinh tồn của mình để sống sót. Sau cùng Stafford đã phải bỏ cuộc vì địa hình hiểm trở và thời tiết khắc nghiệt có thể gây nguy hiểm cho anh hay thậm chí có thể khiến anh mất mạng. Đây là lần đầu tiên Stafford thất bại trong một bộ phim do chính anh ra mắt.

### Ed Stafford: Into The Unknown (Ed Stafford: Lạc Vào Vùng Đất Lạ)
Cần thêm bài.

### 60 Days On The Streets (60 Ngày Trên Đường Phố)
Gần đây nhất, Stafford bắt đầu một thử thách mới: giả làm người hành khất ngày ngày ngủ vật vạ trên nhiều đường phố khác nhau ở Anh. Trong thử thách này, Stafford đã được tiếp xúc với những người vô gia cư cũng như nghe thêm về những câu chuyện cuộc đời họ, và có một điều khiến anh bất ngờ, đó chính là thu nhập của họ. Trung bình, một người hành khất kiếm được 200 bảng Anh (Khoảng 1,6 triệu Vnđ)/mỗi ngày, điều này khiến anh sốc vì mức thu nhập này còn nhiều hơn cả mức thu nhập của một người đi làm bình thường, thậm chí có người còn nói với anh rằng: "Nếu có một người không kiếm được 100 bảng trong một ngày thì người đó sẽ là người đặc biệt nhất khu phố ăn xin này". Stafford ban đầu nghĩ rằng mình sẽ giảm cân nhiều trong lần này, thậm chí anh còn nghĩ rằng mình có thể không thể qua nổi thử thách lần này vì đói, nhưng đến khi kết thúc thử thách 2 tháng, anh đã tăng gần 5,5 kg. Rõ ràng ở các thành phố anh đến, người dân đều sẵn sàng chia sẻ thức ăn cho người vô gia cư, Stafford cho hay, thậm chí có lần một người vô gia cư nói với anh rằng: "Họ đã cho chúng ta ăn quá nhiều". Theo Stafford, một người đàn ông vô gia cư mà anh ngồi cạnh ở Manchester đã kiếm được 20 bảng Anh (Khoảng 25 Đô la Mỹ) trong 30 phút. Anh chia sẻ, anh ta xin tiền để kiếm một nhà nghỉ để ngủ qua đêm, nhưng thực chất là để thỏa mãn thói nghiện ngập của bản thân. Tuy nhiên, Ed cho biết rằng điều khiến anh bất ngờ nhất là cách những người vô gia cư chấp nhận hoàn cảnh của họ. Ed còn chia sẻ: "Tôi đã cho rằng không ai muốn trở thành một người vô gia cư nếu họ có lựa chọn tốt hơn nhưng thật ra một số người lại "thích" cuộc sống đường phố hơn là đến hệ thống nhà cộng động".
Một số khó khăn mà Stafford phải chịu đựng trong 60 ngày trên đường phố bao gồm: phải ngủ trước các bệ cửa ra vào của các cửa hàng, 1 tuần mới được tắm bằng nước một lần ở các nhà vệ sinh công cộng hoặc thỉnh thoảng cũng bị ướt bởi những chiếc xe chạy dọc đường.
Sau khi công chiếu, nhiều người cáo buộc rằng Stafford đã vẽ nên một bức tranh giả tạo về cuộc sống của những người vô gia cư, nhưng nhà thám hiểm nói rằng trải nghiệm của anh là thực tế nhưng không có ý so sánh với những người vô gia cư vì anh luôn biết có một ngôi nhà và một gia đình để cho anh trở về.